# 青山ラブストーリーズ
『青山ラブストーリーズ』（あおやまラブストーリーズ）は、コナミ（現・コナミデジタルエンタテインメント）がプレイステーションで発売する予定だった、大人の恋愛をテーマとしたアドベンチャーゲームである。
1997年に制作が発表され、東京ゲームショウなどでの展示も行われたが、そのままお蔵入りとなった。
開発はコナミコンピュータゲームズ青山。

## 概要
コナミの提唱していたジャンル名は「インタラクティブ・トレンディドラマ」。
東京・青山を舞台にした、夢を追いかける4人の男女による「自分探しの物語」をテーマに、同社の恋愛シミュレーションゲーム・ときめきメモリアルとは異なった、大人向けの恋愛をバックボーンとした作品を送り出そうというコンセプトで開発されていた。
主人公格の登場人物4人のうち誰の視点でプレイするか、そこでどんな選択をするかによってストーリーが分岐する設計となっていた。
しかし1997年にこそ情報公開が続いていたものの、翌1998年になるとそれも途絶え、一方でプラットフォームがWindowsに変更されるなど迷走。その後、同年行われたコナミコンピュータゲームズ青山の消滅（コナミコンピュータエンタテインメントジャパンに吸収合併）とともに、本作の消息も不明となり、結局発売中止になった。
ゲーム音楽はテレビドラマの音楽を多数担当した岩代太郎が手がける予定で1997年秋時点で完成度は70%だった。

## 主な登場人物
夏野 響子（なつの きょうこ）
声：伊藤美紀
職業はディスプレイデザイナー。初めて手がけた大きな仕事に盗作の疑いがかかり、会社を解雇されてしまう。
菅野 慎二（すがの しんじ）
声：辻谷耕史
職業はイラストレーター。しかし本業では収入にならず、アルバイトに明け暮れる日々。
安田　奈美（やすだ　なみ）
声：五十嵐麗
職業は雑誌編集者。絵本作家としての顔も持つが、なかなか新作が書けず苦悩の日々を送る。
彩門 聡（さいもん さとし）
声：古澤徹
職業は有名ブティック"SAIMON"オーナー。父親の作った店を任されていたが、それだけの日々に疑問を感じ始めていた。